# Regional Council of Negro Leadership
Le Regional Council of Negro Leadership (RCNL) est une société fondée par T. R. M. Howard en 1951 dans le Mississippi dans le but de promouvoir un programme de droits civiques, d'auto-assistance et de propriété des entreprises égales pour tous. Il a pour mission de « guider nos gens dans leurs responsabilités civiques en matière d'éducation, d'inscription et de vote, dans l'application de la loi, le paiement des impôts, la préservation de la propriété, la valeur de l'épargne et tout ce qui nous rendra des citoyens consciencieux et qualifiés ».

## Missions
Au lieu de commencer par les « bases », la stratégie consistait à « atteindre les masses à travers des leaders choisis » (reach the masses through their chosen leaders) en exploitant les talents des noirs qui avaient démontré leurs qualifications dans les affaires, les métiers, l'éducation et l'église.
Au début, le RCNL n'a pas directement remis en cause le separate but equal (séparé mais égal) mais a mis en avant la nécessité de garantir l'égalité. Il a accusé les écoles d'être le principal facteur de l'exode des noirs du Nord. Cependant, au lieu d'exiger une Intégration raciale immédiate, il a prôné des conditions scolaires égales pour tous. Dès le début, le RCNL a également promis un « combat général pour les droits de vote, sans restriction ».

## Organisation
Seize comités relativement autonomes, chacun dirigé par un chef de file respecté dans les affaires, l'éducation, l'église ou les professions, constituaient l'épine dorsale du RCNL. Les comités, à leur tour, ont rendu compte d'un conseil d'administration et d'un conseil d'administration dirigé par Howard. La constitution du RCNL stipulait que chaque ville ou village du delta du Mississippi avec au moins mille personnes noires avait droit à un représentant. Pour créer un soutien de masse pour le travail de ces comités, le RCNL s'est assurée de tenir, chaque année, ses réunions d'affaires à différents endroits.
Le RCNL a attiré de nombreuses personnalités telles Aaron Henry (en), Amzie Moore (en), Arenia Mallory (en) ou John Herbert White (en). Pour beaucoup, c'était leur première exposition médiatique dans la défense des droits civils et ainsi un terrain de formation. Contrairement aux groupes ultérieurs, tels que la Montgomery Improvement Association (en), la plupart des dirigeants du RCNL étaient des hommes d'affaires et des professionnels. Relativement peu provenaient du clergé.
Le membre le plus célèbre était Medgar Evers. Après avoir obtenu son diplôme à l'université d'État Alcorn en 1952, il avait déménagé à Mound Bayou pour, à l'origine, vendre une assurance à Howard. Mais, Evers devient rapidement devenu le directeur du programme de la RCNL et aide à organiser un boycott des stations-service qui ne fournisse pas des toilettes aux Noirs. Dans le cadre de cette campagne, le RCNL a distribué environ vingt mille autocollants avec le slogan « Don’t Buy Gas Where You Can’t Use the Rest Room ». À partir de 1953, il a contesté directement le séparé mais égal et a exigé l'intégration des écoles.

## Développement
Les réunions annuelles du RCNL à Mound Bayou entre 1952 et 1955 ont attiré des foules de plus dix mille personnes. Y ont été présenté des discours du représentant William L. Dawson de Chicago, du député Charles Diggs du Michigan, de Archibald Carey Jr. (en) de Chicago ou encore du procureur Thurgood Marshall. Chacun de ces événements, selon Myrlie Evers, l'épouse de Medgar, a constitué « a huge all-day camp meeting: a combination of pep rally, old-time revival, and Sunday church picnic ». Les conférences comprenaient également des ateliers et des débats sur les droits de vote, la propriété des entreprises et d'autres questions. Ces réunions ont marqué fortement des personnalités comme Fannie Lou Hamer.
En 1955, les responsables de la RCNL, dont Howard et Amzie Moore, ont joué un rôle clé en aidant à trouver des preuves dans le cas du meurtre d'Emmett Till. Au cours du procès, Mamie Till, la mère d'Emmett, des témoins clés, comme Willie Reed et des journalistes noirs sont restés dans la maison de Howard à Mound Bayou. Celui-ci, se référant aux meurtres d' Emmett Till et de George W. Lee (en) et à la tentative de meurtre de Gus Courts, a déclaré que le FBI « ne semble pas résoudre un crime lorsqu'un nègre est impliqué » (can’t seem to solve a crime where a Negro is involved). La déclaration fait réagir violemment le directeur du FBI, Herbert Hoover, qui clame que le FBI a éliminé les lynchages dans le Sud et a rompu avec le Ku Klux Klan dans les Carolines et en Géorgie.

## Disparition
Le RCNL décline après le départ d'Howard du Mississippi au début de 1956. Néanmoins, il continue à attirer de nombreux dirigeants de droits civiques tels qu'Amzie Moore et Aaron Henry. Encore en activité en 1962, il est déjà alors fortement dans l'ombre de mouvements comme le Council of Federated Organizations ou le Student Nonviolent Coordinating Committee.